# Lenomys meyeri
Genre
Espèce
Statut de conservation UICN

 LC  : Préoccupation mineure
Le Lenomys meyeri est une espèce de rongeur localisée à Sulawesi (Indonésie). Le genre Lenomys ne comprend une seule espèce, il fait partie de la sous-famille des Murinés.